# جزيرة حبار
جزيرة حُبار أو جزيرة أحبار هي إحدى الجزر الواقعة في البحر الأحمر، تعرف جزيرة حُبار أو أحبار أيضاً باسم جزيرة ذو الراكة، وتقع على بعد 15 كيلومتر من شاطئ محافظة جازان جنوب غرب السعودية.، وتشكّل ملاذاً مثالياً للسياح الذين يتطلعون إلى الاستمتاع بالشواطئ الرملية والبحر الفيروزي والمساحات الخضراء والأرصفة والمقاهي ومطاعم المأكولات البحرية ومجموعة واسعة من الأنشطة المائية، كما تجذب الجزيرة العديد من الغواصين والصيادين، ويمكن لمحبي الطبيعة اكتشاف العديد من أنواع الطيور النادرة والمهاجرة. تبلغ مساحة الجزيرة نحو 1,1 كم2 .
كما أن الجزيرة تحتوي على العديد من أنواع العيون الحارة التي يأتي إليها السياح من جميع أنحاء العالم بهدف السياحة العلاجية.كما تتعدد أنواع الشعب المرجانية في جيرة أحبار نظرًا لأنها تطل مباشرة على البحر الأحمر المعروف بتميز الشعاب المرجانية الموجودة به، ومناخه المعتدل على مدار العام. تم تطوير الجزيرة لكي تلبي كافة احتياجات الزوار، وقد تم تزويدها بالعديد من الجلسات والأرصفة الخاصة بالقوارب، حتى يستطيع السياح استئجار أحد تلك القوارب للوصول إلى كافة الأماكن والشواطئ في الجزيرة.
وهناك العديد من المقاهي التي تم افتتاحها في الآونة الأخيرة لتلبية حاجات السياح، سواء من ناحية الوجبات والطعام، فتقدم العديد من المقاهي الوجبات البحرية اللذيذة. كما أن هناك أماكن كثيرة مخصصة لتناول المشروبات الساخنة والمشروبات الباردة، كما أن هناك العديد من الخدمات للسياح في العديد من الأمكنة، كدورات المياه الموجودة في كل مكان.
وأسعار دخول الجزيرة تتراوح ما بين 180 ريال سعودي إلى 300 ريال سعودي للفرد الواحد.

## الانشطة[5]
تضم جزيرة حبار جازان الكثير من عوامل الجذب السياحي، حيث يمكن للزوّار هناك الالتحام بالطبيعة الخلّابة من مياه صافية ورمال ناعمة. ويُمكن للسُيّاح مُراقبة طيور النورس والقماري، والعديد من الأسماك والنباتات النادرة.
تتوفر في جزيرة احبار شتّى سُبل الراحة. حيث تم تجهيز 28 جلسة للعوائل والشباب بأسعار رمزية، تُمكّنهم من مُراقبة الشاطئ الهادئ، والاستمتاع بنزهة رائعة في ذلك اليوم.
إلى جانب طبيعة جزيرة حبار الساحرة، بإمكانكم، القيام بخوض نزهاتكم الخاصة في البحر، إما للصيد أو لإقامة حفلات الشواء عن طريق استئجار يخت أو مركب
إضافة إلى كل هذا تتوفر في جزيرة احبار منطقة خاصة لألعاب الأطفال حيث يمكن للعائلات التي تمتلك أطفال تقضية وقتاً ممتعاً مع أطفالهم ومُراقبتهم عن كَثب.
تعد الجزيرة مقصداً رئيساً لعشاق الهدوء والاسترخاء على الشواطئ. تمنح هذه الجزيرة زوارها متعة الحيوية والراحة لما تحتويه من مقومات طبيعية متكاملة بدءاً من الشواطئ الكريستالية وصولاً إلى المساحات الخلابة.

## وصلات خارجية
- بالصور.. «أحبار» أول جزيرة سعودية يتم تهيئتها سياحياً. صحيفة سبق.